# Oberwipper
Oberwipper ist ein Ortsteil von Marienheide im Oberbergischen Kreis im Regierungsbezirk Köln in Nordrhein-Westfalen (Deutschland). Da der Ort fast nahtlos in das Gemeindezentrum übergeht, wird er nicht als eigenständige Ortschaft angesehen.

## Lage und Beschreibung
Oberwipper liegt im Norden von Marienheide nahe der Wipper.

## Geschichte
Oberwipper ist vermutlich gegen Ende des 18. Jahrhunderts entstanden. Um 1810 schreibt der evangelische Pfarrer und Historiker Johann Friedrich Franz von Steinen über den Ort: „Unter diesem Hofe nach der Niederwipper zu ist an den Wipperbach vor sechs Jahren eine Oelmühle erbauet, und oberhalb diesem Hofe nach dem Singern zu liegen zwei Pulvermühlen.“ Zu dieser Zeit gab es in Oberwipper also eine Ölmühle und zwei Pulvermühlen.
Vom letzten Drittel des 19. Jahrhunderts bis Anfang des 20. Jahrhunderts gab es in Oberwipper eine Pumpenfabrik und eine Ziegelei, gegründet vom Mühlenbauer und Pumpenfabrikant Gottlieb Lambach. Seine Pumpen waren weit verbreitet, teilweise sogar bis in die 1970er Jahre.
1968 gründet Karl-Friedrich Backhaus eine Autowerkstatt in Oberwipper, die 1973 Vertragspartner von Ford wird. Seit 1994 ist die Werkstatt Kia-Vertragshändler.
Seit 1998, als der letzte Landwirt starb, gibt es im ehemaligen Bauerndorf keine Landwirtschaft mehr.